# Зарічне (селище, Запорізький район)
Зарічне (до 2016 року — Димитрове) — селище в Україні, у Комишуваській селищній громаді Запорізького району Запорізької області. Населення становить 1713 осіб. До 2016 року орган місцевого самоврядування — Димитровська сільська рада.

## Географія
Селище Зарічне розташоване за 40 км від обласного центру та 5 км від адміністративного центру селищної громади, на лівому березі річки Кінська, вище за течією на відстані 4,5 км розташоване село Юрківка, нижче за течією на відстані 4,5 км розташоване село Комишуваха, на протилежному березі — село Жовтеньке. Поруч пролягають автошлях національного значення Н08 та залізнична лінія Запоріжжя II — Пологи. Найближча залізнична станція Фісаки (за 6,8 км).

## Історія
До 1770 року землі села відносились до володінь Кримського ханства. Для забезпечення безпеки своїх кордонів від набігів кримських татар та турецьких військ за наказом імператриці Катерини ІІ у 1770 року на правому березі річки Кінська було зведено ряд кріпостей, які увійшли у дніпровську укріплену лінію. На правому березі річки Кінська була зведена Микитська фортеця, біля якої у 1932 році засноване село Димитрове (з 2016 року — Зарічне). До 1930 року землі села Димитрове були сінокосами та входили до радгоспу «Оріхівський». У 1934 році було засновано радгосп «Димитрівський» тваринницького напрямку. У радгоспі займалися вирощуванням свиней, корів, коней, курей. Першим директором був призначений Березовський Федір Корнійович.
19 травня 2016 року село Димитрове набуло статусу селища та було перейменовано на Зарічне.
18 лютого 2015 року в селі було повалено пам'ятник Леніну.
10 серпня 2016 року, в ході децентралізації, село Зарічне увійшло до складу Комишуваської селищної громади та набуло статусу центру Зарічненського старостинського округу.
12 червня 2020 року, відповідно до розпорядження Кабінету Міністрів України від № 713-р «Про визначення адміністративних центрів та затвердження територій територіальних громад Запорізької області», затверджено склад Комишуваської селищної громади.
17 липня 2020 року, в результаті адміністративно-територіальної реформи та ліквідації Оріхівського району, селище увійшло до складу Запорізького району.
20 липня 2022 року близько 1:40 російська армія обстріляла селище, внаслідок чого зазнали пошкоджень житлові будинки.
3 листопада 2023 року Збройні сили РФ завдали ракетного удару із застосуванням «Іскандер-М» по розташуванню 128-ї окремої гірсько-штурмової Закарпатської бригади в селі Зарічному Запорізької області. 6 листопада 2023 року командування Закарпатської 128-ї бригади підтвердила загибель 19 військовослужбовців внаслідок ракетного удару окупантів (зокрема, заступник командира бригади Андрій Тарасенко). Серед загиблих були і місцеві жителі села. Державне бюро розслідувань відкрило провадження щодо обставин загибелі військових та мирних жителів внаслідок ракетного удару по населеному пункту.

## Населення

### Мова
Розподіл населення за рідною мовою за даними перепису 2001 року:
| Мова            | Кількість | Відсоток |
| --------------- | --------- | -------- |
| українська      | 1467      | 85,6 %   |
| російська       | 236       | 13,8 %   |
| білоруська      | 5         | 0,3 %    |
| болгарська      | 3         | 0,2 %    |
| інші/не вказали | 1         | 0,1 %    |

## Економіка
- Птахофабрика «Прилуцького»
- СФГ «Маяк»
- Агрофірма «Непочатов і Ко»
- СФГ «ЮМО і Ко»
- СФГ «Шишкін і Ко»

## Об'єкти соціальної сфери
Заклади освіти:
- Зарічненська гімназія Комишуваської селищної ради.
- Зарічненський заклад дошкільної освіти «Сонечко» Комишуваської селищної ради.

Заклади охорони здоров'я:
- Зарічненська амбулаторія загальної практики сімейної медицини.

Заклади культури:
- Будинок культури
- Сільська бібліотека